# Доменико д'Андреа
Доменико д'Андреа (итал. Domenico D`Andrea; Сплит, 19. март 1836 — Београд, 18. фебруар 1928) је био позоришни сликар.

## Биографија
Рођен је у Сплиту, 19. март 1836. Завршио је сликарску школу Scuola gratituta di disegnio у Трсту 1855. године. У Србију је дошао октобра 1860. године. Запослио се у Народном позоришту 1869. године, практично чим је основано, и радио до 1874. године. Отишао је на привремени рад у загребачко казалиште 1874—1880. године, да би вратио у Београд и Народно позориште. Ту је био на сталном раду до 1895. године, када је пензионисан, али је и касније, све до 1903. године, радио хонорарно на позив управе.
Сликао је у Тицијановом маниру и личио је на Тицијана, пошто је увек носио белу браду и вунену капу. Сликао је из главе разне позоришне мотиве.